# Feniks podno Velebita
Feniks podno Velebita, hrvatski dokumentarni film iz 2003. godine redatelja Srđana Segarića i scenarista Vladimira Brnardića. Tema filma je gradić Karlobag.